# Conistra ocellata
Conistra ocellata là một loài bướm đêm trong họ Noctuidae.